# 点斑林鸽
点斑林鸽（学名：Columba hodgsonii）又名斑林鸽，为鸠鸽科鸽属的鸟类。分布于喜马拉雅山脉、自克什米尔、尼泊尔、印度、向南至缅甸以及中国大陆的甘肃、陕西、四川、云南、西藏等地，主要栖息于树栖以及夏时活动在山区较阴湿的针叶林和针阔混交林。该物种的模式产地在尼泊尔。
点斑林鸽体重约308.46克，翼长约226毫米，嘴峰长约23.2毫米，喙宽度约4.3毫米，喙厚度约5.2毫米，跗蹠长约26.6毫米，尾长约136.6毫米。点斑林鸽在其分布区内为留鸟，其栖息在半开放的高大树木组成的森林中，食性为草食性，主要食物来源是水果。